# Nippon TV
Nippon TV (日本テレビ放送網株式会社, Nihon Terebi Hōsōmō Kabushiki-gaisha) is een Japanse televisiezender met hoofdkantoor in Shiodome in Minato (Tokio). De uitgeverij Yomiuri Shimbun is eigenaar van de zender. De zender staat ook bekend als Nihon TV (日本テレビ, Nihon Terebi), Nittele (日テレ, Nittere) en NTV.